# Courléon
Courléon település Franciaországban, Maine-et-Loire megyében. Lakosainak száma 140 fő (2022. január 1.). Courléon Bourgueil, Gizeux, La Breille-les-Pins, Vernoil-le-Fourrier és Noyant-Villages községekkel határos.

## Népesség
A település népességének változása:
| Lakosok száma | 273  | 192  | 165  | 143  | 158  | 149  | 147  | 145  | 142  | 140  |
|               | 1968 | 1982 | 1990 | 2006 | 2013 | 2015 | 2017 | 2019 | 2020 | 2022 |